# Poshlaia Molli
Poshlaia Molli (em russo:  Пошлая Молли, pronúncia russa: [pəʃlaja molji]) é uma banda ucraniana independente de Pop Punk, formada em 2016 por Kiril Bledny em Carcóvia. A banda tornou-se conhecida na Rússia após o sucesso da canção "Liubimaya pesnia tvoei sestry", que até o momento consta com mais de 9 milhões de visualizações.

## Discografia

### Álbuns
- 8 sposobob Kak Brosit Drochit(8 способов как бросить дрочить, 2017)

### Singles
- Grustnaya Devotchka s Glazami Kak u Sobaki (Грустная девчонка с глазами как у собаки, 2018)

### Videoclipes
- Liubimaia Pesnia Tvoei Sestry(Любимая песня твоей сестры, 2018)
- Tipichnaia Vetchernika s Basseinom(Типичная вечеринка с бассейном, 2018)
- Vse khotiat menia potselovat(Все хотят меня поцеловать, 2018)